# جهاز المخابرات العامة (السودان)

الشعار القديم

جهاز المخابرات العامة (سابقا: جهاز الأمن والمخابرات الوطني السوداني) هو جهاز تم إنشائه عام 2004م وذلك من خلال توحيد جهازي الأمن الوطني الذي كان مكلفا بالأمن الداخلي والمخابرات السودانية الذي كان مكلفاً بالأمن الخارجي في جهاز واحد وتحت إدارة مدير عام واحد تحت مسمى (جهاز الأمن والمخابرات الوطني). أصدر الرئيس السوداني عمر البشير، في 11 فبراير/ شباط، قراراً جمهورياً يقضي بتعين الفريق أول مهندس صلاح عبد الله محمد صالح مديراً عاماً لجهاز الأمن والمخابرات الوطني.
وكلف اللواء وقتها الفريق أول لاحقاً صلاح عبد الله قوش بمهام المدير العام للجهاز. حيث ظل في منصبه كمدير للجهاز حتي 13 أغسطس 2009، حيث تم تعين الفريق أمن مهندس محمد عطا المولى عباس مديراً عاماً للجهاز. كان إسمه في السابق بجهاز امن الدولة في عهد الرئيس جعفر نميري يعتبر الجهاز من أقوى الأجهزة الأمنية وأكثرها صرامة في التصدي لكل ما يهدد أمن السودان. وتحاط عمليات هذا الجهاز بسياج محكم من السرية ولاتنشر عملياته مطلقا ماعدا عملية اعتقال الإرهابي الدولي كارلوس الذي أرق أجهزة المخابرات العالمية وإعتقل في الخرطوم. جهاز المخابرات العامة مناط به حماية السودان...

## تاريخ2024 في عام 2019
في عام 2019م وخلال ثورة ديسمبر المجيدة، أعلن جهاز الأمن والمخابرات الوطني، تغيير إسمه من جهاز الامن والمخابرات الوطني إلى «جهاز المخابرات العامة»، وذلك وسط مطالبات من القوى السياسية والمدنية والمعارضة بحله أو إعادة هيكلته. وأكد المدير العام لجهاز المخابرات العامة، الفريق أول أبو بكر دمبلاب، أن التغيير يأتي في سياق هيكلة جهاز الأمن ومواكبته للتغيير السياسي الذي تشهده البلاد. وقال إن جهاز المخابرات العامه بتغيير اسمه صار أكثر مهنية واحترافية، ويشارك في حماية البلاد وصون أمنها القومي في ظل مهددات بالغة التعقيد تحيط بالمنطقة.